# Dorfkirche Silmersdorf

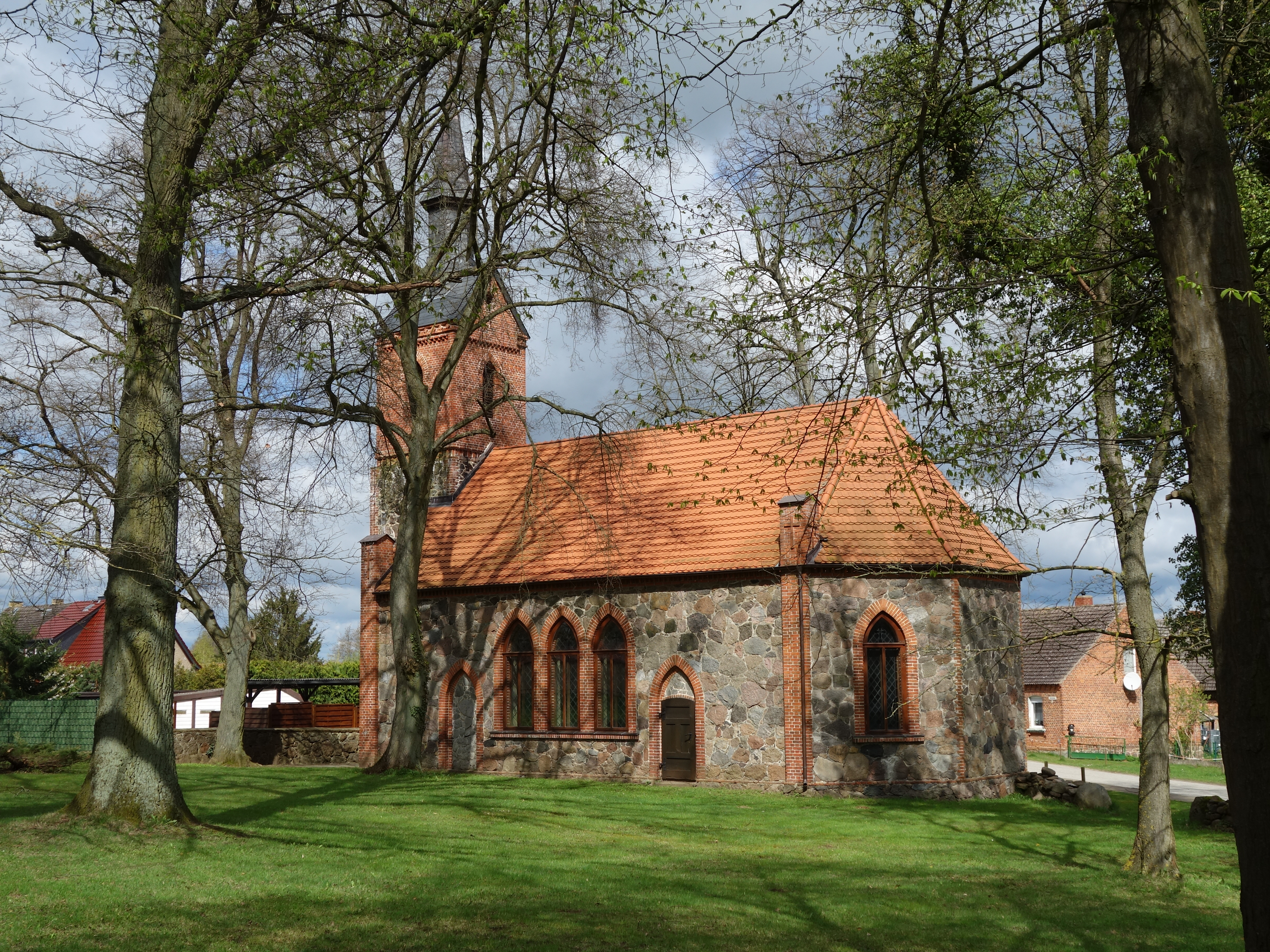
Dorfkirche Silmersdorf

Die evangelische, denkmalgeschützte Dorfkirche Silmersdorf steht in Silmersdorf, einem Ortsteil der Gemeinde Triglitz im Landkreis Prignitz in Brandenburg. Die Kirche gehört zum Kirchenkreis Prignitz der Evangelischen Kirche Berlin-Brandenburg-schlesische Oberlausitz.

## Beschreibung
Die neugotische Feldsteinkirche wurde zwischen 1853 und 1856 erbaut. Sie besteht aus einem im Osten dreiseitig geschlossenen Langhaus, das mit einem Satteldach aus Biberschwänzen bedeckt ist, und einem Kirchturm im Westen, der in das Langhaus geringfügig eingestellt ist. Der Turm besteht oberhalb des Dachfirstes des Langhauses aus Backsteinen und schließt mit einem schiefergedeckten Satteldach ab, aus dem sich ein sechseckiger, mit einem spitzen Helm bedeckter Dachreiter erhebt. Das oberste Geschoss beherbergt hinter den Klangarkaden den Glockenstuhl, in dem eine 1856 gegossene Kirchenglocke hängt. Das spitzbogige Portals und die ebenfalls spitzbogigen Fenster besitzen Laibungen aus Backsteinen. Die Orgel wurde 1887 von Albert Hollenbach gebaut.